# Sturmscharführer
Sturmscharführer bio je čin čin Waffen SS-a koji je postojao od 1934. – 1945. Ovaj čin obilježavao je najveći čin kojeg je novak mogao dobiti u Waffen SS-u, što bi danas odgovaralo činu nadnarednika u većini današnjih vojski.   Sturmscharführer je bio jedinstveni čin u Waffen SS-u i nisu ga rabile ostale SS postrojbe, gdje je najveći novački čin bio Hauptscharführer.
Čin Sturmscharführer je po prvi puta stvoren u lipnju 1934., nakon Noći dugih noževa, pri reorganizaciji SS-a. Tada je Sturmscharführer označavao najviši čin novaka u SS Verfügungstruppeu (prethodnici Waffen SS-a), a zamijenjen je stari čin Sturmabteilunga činom Haupttruppführera.
1941. Waffen SS je postao nasljednica SS Verfügungstruppea i tako je Sturmscharführer postao najviši novački čin Waffen SS-a. Sturmscharführer je bio najviši narednički čin u cijeloj pukovniji ili, rijetko, cijeloj pješačkoj diviziji.  
Sturmscharführer nije bio isto kao Stabsscharführer, što je bio čin najvišeg dočasnika u nekoj SS-ovskoj satniji. Čin Sturmscharführera nije bio obvezatan za promaknuće u čin Untersturmführera, a više je smatran “karijerskim” činom jednog SS novaka, nego činom iz kojeg se postaje časnik.
Obilježje za Sturmscharführera bile su dvije srebrne točke i dvije srebrne pruge nošene na činu Wehrmachtovoga Stabsfeldwebela.